# 執法先鋒
《執法先鋒》是1986年上映的一部香港警匪片，由元奎執導，元彪、羅芙洛、黃錦燊、元奎、樊少皇、午馬、劉兆銘等主演。劇情講述律師夏令正以非法手段來主持正義的故事。本片入圍第6屆香港電影金像獎最佳男配角及武術動作指導提名。

## 劇情
夏令正（元彪 飾）一直是個剛正不阿的法庭檢察官，直至遭遇恩師中槍慘死、證人被全家滅門等事件後，赫然發覺他一直深信的「法律」並不能維持公義。他厭倦了眼睜睜看著壞人光明正大的脫罪，決定以法外手段以暴制暴，殺死了逃出法網的黑幫毒梟張衛成（張沖 飾）。然而，女警Cindy（羅芙洛 飾）正盯上了夏令正而展開偵查......

## 角色
- 元彪 飾 夏令正  (粵語配音: 朱子聰)
- 張沖 飾 張衛成，大毒梟
- 田俊 飾 周鼎光，大毒梟
- 羅芙洛 飾 施督察／Cindy   (粵語配音: 龍寶鈿)
- 黃錦燊 飾 汪精衛，Cindy的上司  (粵語配音: 馮永和)
- 元奎 飾 警察臭蛋  (粵語配音: 盧雄)
- 午馬 飾 警察柴爺，臭蛋之父 (粵語配音: 金貴)
- 曾楚霖 飾 線人
- 陳玉嫻 飾 夏令正女友，社工  (粵語配音: 盧素娟)
- 樊少皇 飾 文仔，偷竊慣犯   (粵語配音: 陳永信)
- 劉兆銘 飾 文仔爺爺
- 喬宏 飾 法官  (粵語配音: 喬宏)

## 電影歌曲

### 主題曲
| 歌名     | 演唱者 | 作曲   | 填詞   |
| 〈狂傲〉 | 張學友 | 見岳章 | 盧國沾 |

## 獎項
| 年份 | 頒獎典禮            | 獎項         | 名單                   | 結果 |
| ---- | ------------------- | ------------ | ---------------------- | ---- |
| 1987 | 第6屆香港電影金像獎 | 最佳男配角   | 午馬                   | 提名 |
| 1987 | 第6屆香港電影金像獎 | 武術動作指導 | 元彪、元奎、孟海、徐蝦 | 提名 |

## 電影分級
| 國家/地區 | 分級          |
| 香港      | IIB（輔導級） |
| 阿根廷    | 13            |

## 外部連結
- 香港影庫上《執法先鋒》的資料（繁體中文）
- 開眼電影網上《執法先鋒》的資料（繁體中文）
- 时光网上《執法先鋒》的資料（简体中文）
- 豆瓣电影上《執法先鋒》的資料 （简体中文）
- 互联网电影数据库（IMDb）上《執法先鋒》的资料（英文）
- 爛番茄上《執法先鋒》的資料（英文）
- AllMovie上《執法先鋒》的资料（英文）